# Hermann Fecht
Hermann Fecht (* 20. Mai 1880 in Bretten; † 4. Februar 1952 in Baden-Baden) war ein deutscher Jurist, Verwaltungsbeamter und Politiker (BCSV, CDU).

## Leben und Beruf
Nach dem Abitur auf dem Gymnasium Hohenbaden Baden-Baden  nahm Fecht ein Studium der Rechtswissenschaften in Heidelberg, Berlin und Straßburg auf, welches er 1902 mit dem ersten juristischen Staatsexamen und der Promotion zum Dr. jur. sowie 1906 mit dem zweiten juristischen Staatsexamen beendete. Er trat anschließend in den badischen Verwaltungsdienst ein und war von 1906 bis 1918 im badischen Innenministerium tätig. Während seines Studiums in Heidelberg wurde Fecht Mitglied der Verbindung Rupertia zu Heidelberg.
Als Ministerialrat war Fecht seit 1918 stellvertretender Bundesratsbevollmächtigter. Er wurde 1919 Reichsratsbevollmächtigter Badens in Berlin, erhielt 1927 die Ernennung zum Ministerialdirektor und war von 1931 bis 1933 Leiter der badischen Vertretung beim Reich. Nach der Machtübernahme der Nationalsozialisten wurde er in den Ruhestand versetzt. Während des Zweiten Weltkriegs arbeitete er im badischen Finanz- und Wirtschaftsministerium. 1944/45 war er ehrenamtlicher Verwalter der Polizeidirektion Baden-Baden.

## Partei
Nach dem Zweiten Weltkrieg schloss Fecht sich der BCSV an, die später in der CDU aufging.

## Abgeordneter
Fecht war von 1946 bis 1948 Ratsmitglied der Stadt Baden-Baden und gehörte 1946 der Beratenden Landesversammlung des Landes Baden und von 1947 bis Januar 1952 dem Badischen Landtag an. 1948/49 war er Mitglied des Parlamentarischen Rats.

## Öffentliche Ämter
Fecht wurde am 23. Januar 1948 als badischer Justizminister in die von Staatspräsident Leo Wohleb geführte Landesregierung berufen und nahm in dieser Funktion am Verfassungskonvent auf Herrenchiemsee teil. Am 22. Februar 1949 wurde er zusätzlich zum Stellvertreter des Staatspräsidenten ernannt. In beiden Ämtern blieb er bis zu seinem Tod.